# Chappes (Ardennes)
Pour les articles homonymes, voir Chappes.
Chappes est une commune française, située dans le département des Ardennes en région Grand Est.

## Géographie
| Chaumont-Porcien |            | Doumely-Bégny    |
| Remaucourt       | Chappes    | Justine-Herbigny |
| Son              | Hauteville |                  |

Chappes se situe au sud-ouest du département des Ardennes, à proximité de Chaumont-Porcien. Bien caché entre deux collines parmi les plus hautes des environs, le village n'est visible qu'en arrivant à son entrée. La commune possède de très nombreuses sources, où l'eau est réputée toujours propre et claire.

Chappes compte plusieurs fermes en activité, dont les champs et pâtures entourent la commune (blé, maïs, herbe à éléphant, colza essentiellement, bovins pour le bétail).
 
Enfin, en 2009, un menuisier a repris les activités de l'ancien menuisier du village.

### Hydrographie
La commune est dans la région hydrographique « la Seine du confluent de l'Oise (inclus) à l'embouchure » au sein du bassin Seine-Normandie. Elle est drainée par la Vaux, le ruisseau de Chappes, le Fossé 01 de la commune de Chappes et le Fossé 03 de la commune de Chappes,.
La Vaux, d'une longueur de 38 km, prend sa source dans la commune de Signy-l'Abbaye, à 236 m d'altitude, et se jette  dans l'Aisne à Taizy, à 68 m d'altitude, après avoir traversé 13 communes.

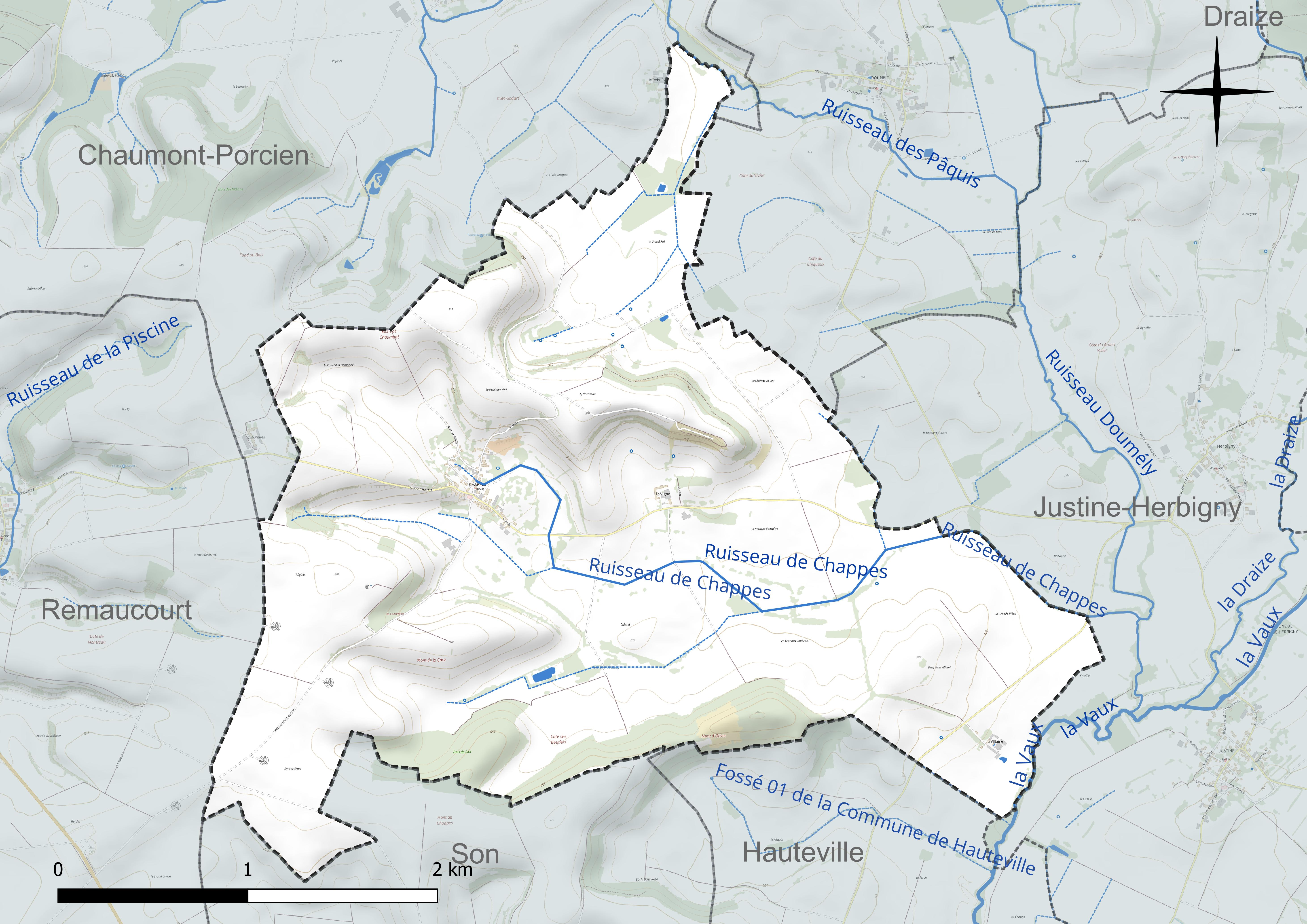
Réseau hydrographique de Chappes.

### Climat
Pour des articles plus généraux, voir Climat du Grand Est et Climat des Ardennes.
En 2010, le climat de la commune est de type climat des marges montargnardes, selon une étude du Centre national de la recherche scientifique s'appuyant sur une série de données couvrant la période 1971-2000. En 2020, Météo-France publie une typologie des climats de la France métropolitaine dans laquelle la commune est exposée à un climat océanique altéré et est dans la région climatique Nord-est du bassin Parisien, caractérisée par un ensoleillement médiocre, une pluviométrie moyenne régulièrement répartie au cours de l’année et un hiver froid (3 °C).
Pour la période 1971-2000, la température annuelle moyenne est de 9,8 °C, avec une amplitude thermique annuelle de 15,5 °C. Le cumul annuel moyen de précipitations est de 842 mm, avec 13,2 jours de précipitations en janvier et 9,3 jours en juillet. Pour la période 1991-2020, la température moyenne annuelle observée sur la station météorologique de Météo-France la plus proche, « Banogne-Recouvrance », sur la commune de Banogne-Recouvrance à 11 km à vol d'oiseau, est de 11,1 °C et le cumul annuel moyen de précipitations est de 773,4 mm. 
La température maximale relevée sur cette station est de 40,8 °C, atteinte le 25 juillet 2019 ; la température minimale est de −14 °C, atteinte le 10 janvier 2003,,.
Les paramètres climatiques de la commune ont été estimés pour le milieu du siècle (2041-2070) selon différents scénarios d'émission de gaz à effet de serre à partir des nouvelles projections climatiques de référence DRIAS-2020. Ils sont consultables sur un site dédié publié par Météo-France en novembre 2022.

## Urbanisme

### Typologie
Au 1er janvier 2024, Chappes est catégorisée commune rurale à habitat dispersé, selon la nouvelle grille communale de densité à 7 niveaux définie par l'Insee en 2022.
Elle est située hors unité urbaine et hors attraction des villes,.

### Occupation des sols
L'occupation des sols de la commune, telle qu'elle ressort de la base de données européenne d’occupation biophysique des sols Corine Land Cover (CLC), est marquée par l'importance des territoires agricoles (94,8 % en 2018), une proportion identique à celle de 1990 (94,8 %). La répartition détaillée en 2018 est la suivante : 
terres arables (64,9 %), prairies (29,9 %), forêts (5,2 %). L'évolution de l’occupation des sols de la commune et de ses infrastructures peut être observée sur les différentes représentations cartographiques du territoire : la carte de Cassini (XVIIIe siècle), la carte d'état-major (1820-1866) et les cartes ou photos aériennes de l'IGN pour la période actuelle (1950 à aujourd'hui).

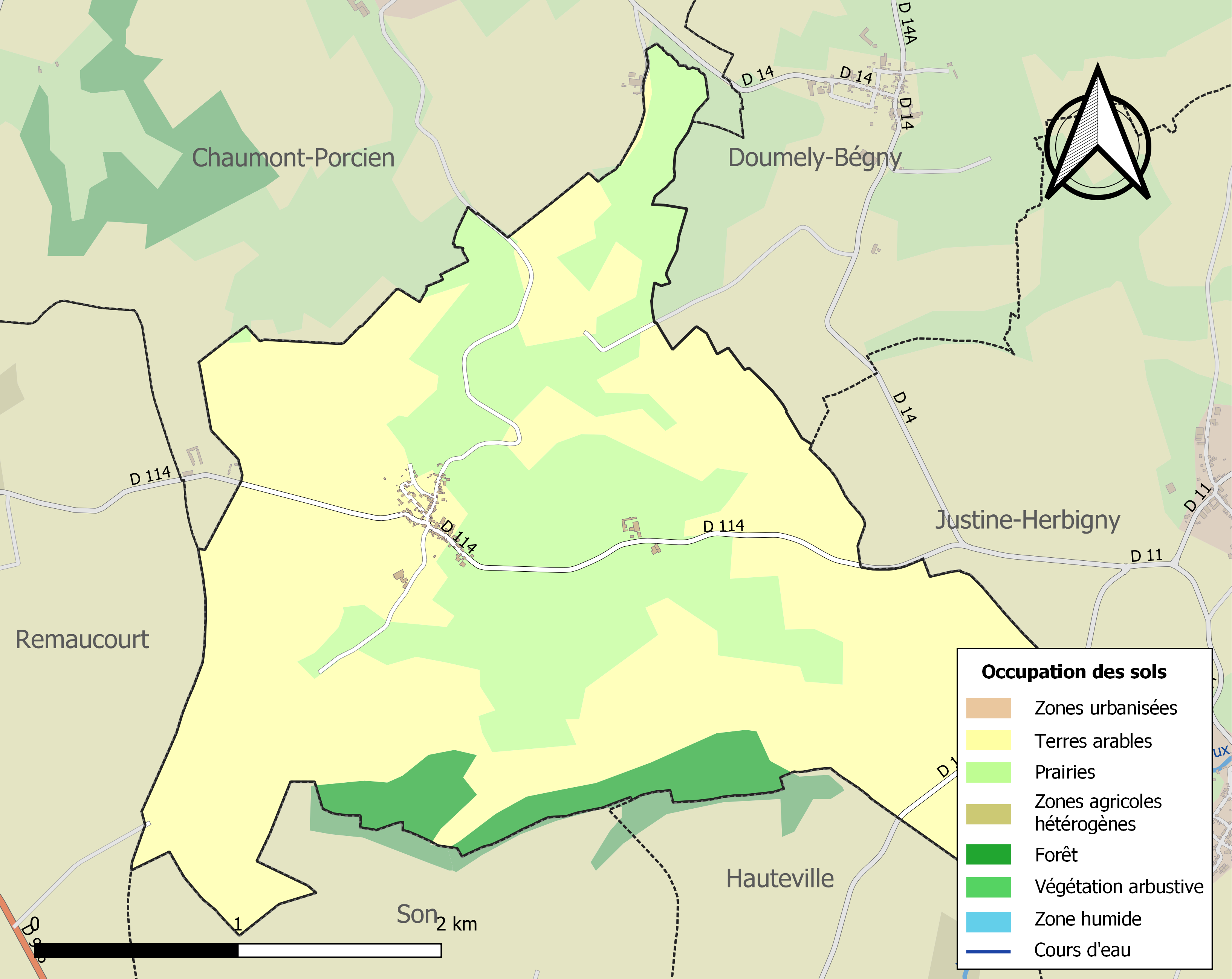
Carte des infrastructures et de l'occupation des sols de la commune en 2018 (CLC).

## Histoire
On sait peu de choses sur ce village. D'après les habitants, le village existait aux temps des invasions espagnoles venues des Flandres, au XVIe siècle. Toutefois, des pièces de monnaie datant du XIIIe siècle ont été retrouvées dans les champs alentour. 
 
La colline derrière le village se nomme le coteaux des vins, ce qui laisse suggérer la présence de vignes autrefois.
  
Chappes est l'un des rares villages de France qui ne possède pas de monument aux morts, soit parce que les meilleurs combattants habitaient Chappes, soit que les Chappois sont incroyablement chanceux !
 
L'ancien lavoir a été détruit lors de la Seconde Guerre mondiale, un autre fut construit à l'écart des habitations, près d'une source.

Enfin, Chappes est le village natal du célèbre cinéaste Marcel Camus. La place centrale a d'ailleurs a reçu le nom de Marcel-Camus en 2012.
Côté folklore, Chappes est réputée pour ses sources très nombreuses et claires et pour ses parties de chasse. Il parait aussi que le cidre fait dans le village est forcément mauvais, mais ce n'est qu'une légende bien sûr.

## Politique et administration
| Période                                  | Période  | Identité        | Étiquette | Qualité                                     |
| ---------------------------------------- | -------- | --------------- | --------- | ------------------------------------------- |
| Les données manquantes sont à compléter. |          |                 |           |                                             |
| mars 2001                                | 2004     | René Marlois    | DVD       | décédé en fonction                          |
| 2004                                     | en cours | Joseph Malcorps | SE        | Chef de silo Réélu pour le mandat 2014-2020 |

## Démographie
L'évolution du nombre d'habitants est connue à travers les recensements de la population effectués dans la commune depuis 1793. Pour les communes de moins de 10 000 habitants, une enquête de recensement portant sur toute la population est réalisée tous les cinq ans, les populations de référence des années intermédiaires étant quant à elles estimées par interpolation ou extrapolation. Pour la commune, le premier recensement exhaustif entrant dans le cadre du nouveau dispositif a été réalisé en 2005.

En 2022, la commune comptait 82 habitants, en évolution de −17,17 % par rapport à 2016 (Ardennes : −2,97 %, France hors Mayotte : +2,11 %).
| 1793 | 1800 | 1806 | 1821 | 1831 | 1836 | 1841 | 1846 | 1851 |
| ---- | ---- | ---- | ---- | ---- | ---- | ---- | ---- | ---- |
| 341  | 373  | 412  | 389  | 359  | 347  | 350  | 335  | 347  |

| 1866 | 1872 | 1876 | 1881 | 1886 | 1891 | 1896 | 1901 | 1906 |
| ---- | ---- | ---- | ---- | ---- | ---- | ---- | ---- | ---- |
| 314  | 300  | 293  | 288  | 297  | 242  | 265  | 229  | 241  |

| 1911 | 1921 | 1926 | 1931 | 1936 | 1946 | 1954 | 1962 | 1968 |
| ---- | ---- | ---- | ---- | ---- | ---- | ---- | ---- | ---- |
| 227  | 174  | 160  | 161  | 144  | 138  | 137  | 124  | 117  |

| 1975 | 1982 | 1990 | 1999 | 2005 | 2006 | 2010 | 2015 | 2020 |
| ---- | ---- | ---- | ---- | ---- | ---- | ---- | ---- | ---- |
| 95   | 89   | 71   | 91   | 96   | 92   | 94   | 96   | 87   |

| 2022 | - | - | - | - | - | - | - | - |
| ---- | - | - | - | - | - | - | - | - |
| 82   | - | - | - | - | - | - | - | - |

## Culture locale et patrimoine

### Lieux et monuments

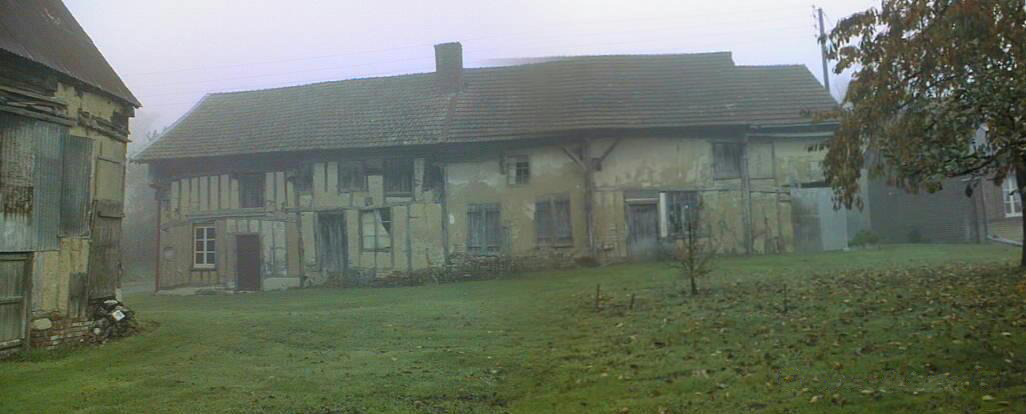
Une longère du XVIIIe siècle au centre du village, l'une des plus vieilles bâtisses de Chappes.

- Église Saint-Martin de Chappes.

### Personnalités liées à la commune
- Marcel Camus, cinéaste (1912-1982), né à Chappes.